# Gustave Caillois
Gustave Caillois, né le 15 décembre 1874 à Paris et mort le 13 février 1958 à Nice, est un cycliste et pilote automobile français.

## Biographie
Il participe à des courses cyclistes à partir de 18 ans sous le nom de Siolliac (son patronyme inversé). Il fait équipe en tandem avec Eugène Renaux. En 1895, il se classe 3e au championnat de France de demi-fond.
Il est au 155e régiment d'infanterie de 1895 à 1898.
En mai 1899, il participe à la course Paris-Bordeaux en moto.
Il s'intéresse ensuite à l'automobile et travaille comme ingénieur chez Peugeot, Serpollet et Brasier. En mai 1904 (6e) et juin 1905 (2e), il participe à l'éliminatoire française de la coupe automobile Gordon Bennett sur Richard-Brasier. Il se classe 4e de cette compétition en 1905 et participe à la Coupe Vanderbilt en 1906 (sur E.R.Thomas). Il dispute également le Grand Prix de l'ACF à quatre reprises avant guerre, en 1907 sur Darracq (6e), 1908 sur Renault (15e), 1912 sur Sunbeam (16e), et 1913 (abandon sur Sunbeam).
Il est mobilisé pendant la Première Guerre mondiale.

## Liens externes

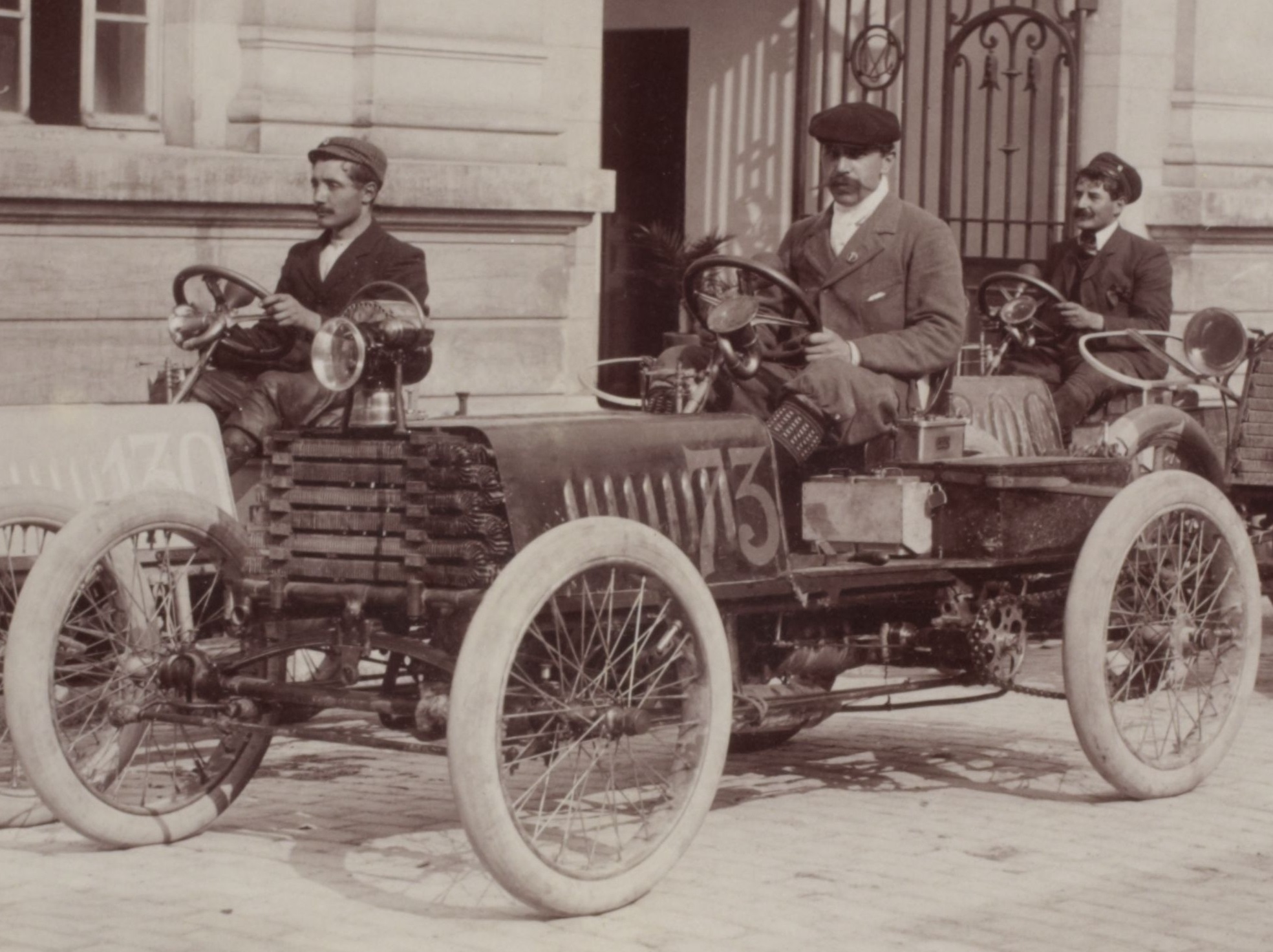
Gustave Caillois au Paris-Madrid 1903 (sur Serpollet).